# رامیرو بلاس
رامیرو بلاس (اسپانیایی: Ramiro Blas‎؛ زادهٔ ۲۷ سپتامبر ۱۹۶۶) بازیگر سینما و تلویزیون اهل آرژانتین است.
از فیلم‌ها یا مجموعه‌های تلویزیونی که وی در آن‌ها نقش داشته‌است، می‌توان به سلول ۲۱۱، رو در رو، مردان پاکو، کشتی، فیزیک یا شیمی، عقاب سرخ و رو در رو: اوئاسیس اشاره نمود.